# Nikolaj Poljakov
Nikolaj Aleksejevitj Poljakov (ryska: Николай Алексеевич Поляков), född den 14 juni 1951 i Leningrad i Ryska SFSR, är en estnisk-sovjetisk seglare.
Han tog OS-silver i soling i samband med de olympiska seglingstävlingarna 1980 i Moskva.